# Oğuzhan Koç
Oğuzhan Koç (Üzümlü, 13 de mayo de 1985) es un actor, compositor, comediante, productor musical, presentador de televisión y guionista turco.

## Biografía
Oğuzhan Koç nació el 13 de mayo de 1985 en el distrito de Üzümlü, en provincia de Erzincan (Turquía), hijo del maestro Kıymet Koç y del empleado bancario Bahattin Koç, y tiene un hermano mayor. Después del terremoto de Erzincan de 1992, su familia se mudó a Bursa.

## Carrera
Oğuzhan Koç jugó en el club de fútbol juvenil BursaSpor. Sirvió como almuédano durante el Ramadán para la mezquita local donde vivió durante dos años, para ayudar al anciano almuédano. Desde los siete años estudió en el departamento de música del conservatorio estatal de Bursa. Estudió durante un tiempo en el Departamento de economía laboral de la Universidad Dokuz Eylül. Luego dejó la escuela para mudarse a Estambul para prepararse nuevamente para los exámenes. Hizo una capacitación en línea en el departamento de economía de la Universidad de Anadolu. Un año más tarde, se matriculó en el departamento de antropología de la Universidad de Estambul.
Interesado en las artes escénicas desde la infancia, en 2006 se unió a los Centros Culturales Beşiktaş como guionista, en 2007 se unió a los Centros Culturales Beşiktaş como actor. En 2009, interpretó un papel en la película Neşeli Hayat dirigida por Yılmaz Erdoğan. Compuso la canción "Gül ki Sevgilim" para Ferhat Göçer, cuya canción y música le pertenecían, y acompañó la canción Günlerim Oldu de Gülben Ergen Giden, cuya letra y composición le pertenecían en el álbum Uzun Yol Şarkıları. Cantó la canción Çok Güzel Hareketler Bunlar en la obra de teatro. En 2010, actuó en la película Çok Filim Hareketler Bunlar dirigida por Ozan Açıktan.
El álbum Ben Hala Rüyada fue lanzado el 2 de diciembre de 2013 bajo el sello Esen Music. Al mismo tiempo, comenzó a presentar el programa 3+1 en Star TV con Eser Yenenler e İbrahim Büyükak en 2013, pero cuando Acun Ilıcalı compró el programa, se trasladó a TV8 bajo el título 3 Adam en 2014. Además, han realizado monólogos de comedia en Europa y Turquía. En abril de 2015, se lanzó el sencillo titulado Aşkla Aynı Değil, que había cantado con Gülben Ergen. Participó como jurado en la segunda temporada del programa de TV8 O Ses Çocuklar y O Ses Türkiye y al final del programa obtuvo el primer lugar.
Interpretó el papel principal de Onur Güzel en las películas Yol Arkadaşım y Yol Arkadaşım 2, escritas por İbrahim Büyükak. Junto a los actores Gülben Ergen y Eser Yenenler, participó en el doblaje turco de Pinocho. Luego fue elegido como actor de doblaje en la película animada Fırıldak Ailesi, junto con Eser Yenenler e İbrahim Büyükak. Durante el mismo período dobló en la película animada Doru.

## Vida personal
Oğuzhan Koç hizo oficial su relación con la actriz Demet Özdemir en febrero de 2021. Un año después, en junio de 2022, la pareja celebró su fiesta de compromiso y formalizó su matrimonio, mientras que el 28 de agosto del mismo año los dos se casaron oficialmente. La pareja se divorció el 8 de mayo de 2023 en las Islas de los Príncipes.

## Filmografía

### Actor

#### Cine
| Año  | Título                      | Personaje | Director        |
| ---- | --------------------------- | --------- | --------------- |
| 2009 | Neşeli Hayat                | Timur     | Yılmaz Erdoğan  |
| 2010 | Çok Filim Hareketler Bunlar | Oğuzhan   | Ozan Açıktan    |
| 2017 | Yol Arkadaşım               | Onur      | Bedran Güzel    |
| 2018 | Yol Arkadaşım 2             | Onur      | Bedran Güzel    |
| 2023 | Özür Dilerim                | Koray     | İbrahim Büyükak |

#### Televisión
| Año  | Título                        | Personaje              | Notas       |
| ---- | ----------------------------- | ---------------------- | ----------- |
| 2008 | Çok Güzel Hareketler Bunlar   | Oğuzhan Koç (él mismo) | 1 episodio  |
| 2015 | Bana Baba Dedi                | Kaan                   | 7 episodios |
| 2018 | Jet Sosyete                   | Oğuzhan Koç (él mismo) | 1 episodio  |
| 2019 | Çok Güzel Hareketler 2. Kusak | Oğuzhan Koç (él mismo) | 1 episodio  |
| 2019 | İlginç Bazı Olaylar           | Oğuzhan Koç (él mismo) | 1 episodio  |

### Actor de voz
| Año  | Título          | Personaje              | Director                          |
| ---- | --------------- | ---------------------- | --------------------------------- |
| 2017 | Fırıldak Ailesi | Oğuzhan Koç (él mismo) | Haluk Can Dizdaroglu y Berk Tokay |
| 2017 | Doru            | K. Seyis               | Can Soysal                        |

### Compositor

#### Cine
| Año  | Título                      | Director     |
| ---- | --------------------------- | ------------ |
| 2006 | S/he Berlin                 |              |
| 2010 | Çok Filim Hareketler Bunlar | Ozan Açıktan |
| 2016 | Küçük Esnaf                 | Bedran Güzel |
| 2017 | Yol Arkadaşım               | Bedran Güzel |
| 2018 | Yol Arkadaşım 2             | Bedran Güzel |

#### Video musical
| Año  | Título           | Artista       |
| ---- | ---------------- | ------------- |
| 2020 | Her Mevsim Yazım | Zeynep Bastık |
| 2020 | Bir Daha         | Zeynep Bastık |
| 2021 | Aşkın Mevsimi    | Oğuzhan Koç   |
| 2022 | Aşk Beni Yendi   | Oğuzhan Koç   |
| 2022 | Yalanı Birak     | Sakiler       |

### Guionista

#### Cine
| Año       | Título                      | Director       |
| --------- | --------------------------- | -------------- |
| 2006-2012 | Çok Güzel Hareketler Bunlar | Yılmaz Erdoğan |
| 2010      | Çok Filim Hareketler Bunlar | Ozan Açıktan   |
| 2013-2017 | 3 Adams                     |                |
| 2015      | Bana Baba Dedi              |                |

## Teatro
| Año       | Título                      | Director       |
| --------- | --------------------------- | -------------- |
| 2006-2012 | Çok Güzel Hareketler Bunlar | Yılmaz Erdoğan |

## Programas de televisión
| Año       | Título                | Cadeña  | Role        |
| --------- | --------------------- | ------- | ----------- |
| 2008      | 3+1                   | Star TV | Conductor   |
| 2013      | 3 Adams               | TV8     | Conductor   |
| 2014-2015 | O Ses Çocuklar        | TV8     | Jurado      |
| 2016      | Saba ile Oyuna Geldik | TV8     | Concursante |
| 2021      | O Ses Türkiye         | TV8     | Jurado      |

## Comerciales
| Año       | Título         |
| --------- | -------------- |
| 2008-2013 | Vodafone       |
| 2010      | Tecnosa        |
| 2015      | MNG Kargo      |
| 2015      | Nescafé        |
| 2015      | Head&Shoulders |
| 2015      | Algida         |
| 2016      | Calve Turkiye  |
| 2017      | Final Four     |
| 2018      | Fuse Tea       |
| 2018      | DeFacto        |
| 2021      | Bonus          |
| 2022      | Getir          |

## Discografía

### Álbum
| Año  | Título          | Artista     |
| ---- | --------------- | ----------- |
| 2013 | Ben Hala Ruyada | Oğuzhan Koç |
| 2020 | Ev              | Oğuzhan Koç |

### Individual
| Año  | Título                                      | Artista                           |
| ---- | ------------------------------------------- | --------------------------------- |
| 2015 | Aşkla Aynı Değil                            | Oğuzhan Koç, feat. Gulben Ergen   |
| 2016 | Bulutlara Esir Olduk                        | Oğuzhan Koç                       |
| 2017 | Kusme Aska                                  | Oğuzhan Koç                       |
| 2017 | Aşinayız                                    | Oğuzhan Koç, feat. Murat Dalkılıç |
| 2018 | Beni İyi Sanıyorlar                         | Oğuzhan Koç                       |
| 2018 | Takdir-i İlahi                              | Oğuzhan Koç                       |
| 2019 | Sükut-u Hayal                               | Oğuzhan Koç                       |
| 2020 | Kendime Sardım                              | Oğuzhan Koç                       |
| 2020 | Heyecandan                                  | Oğuzhan Koç                       |
| 2020 | Küskün                                      | Oğuzhan Koç                       |
| 2021 | Hepsi Geçiyor                               | Oğuzhan Koç                       |
| 2021 | Bence de Zor                                | Oğuzhan Koç                       |
| 2021 | Oğuzhan Koç, feat. Arem Özgüç y Arman Aydin |                                   |
| 2021 | Aşkın Mevsimi                               | Oğuzhan Koç                       |
| 2022 | Aşk Beni Yendi                              | Oğuzhan Koç                       |

## Premios y reconocimientos
| Año  | Premio                          | Categoría                              | Trabajo              | Resultado                                                                                                   | Notas                               |
| ---- | ------------------------------- | -------------------------------------- | -------------------- | --- | ----------------------------------- |
| 2014 | Pantene Golden Butterfly Awards | Mejor cantante revolucionario          |                      | Ganador | Junto con Irem Derici y Mabel Matiz |
| 2017 | Pantene Golden Butterfly Awards | Los mejores videos musicales           | Küsme Aska           | Nominado | Bedran Güzel                        |
| 2017 | Pantene Golden Butterfly Awards | Mejor cantante pop masculino           |                      | Nominado |                                     |
| 2017 | Ayakli Gazete TV Stars Awards   | Mejor dúo                              | Ganador              | Junto con Murat Dalkiliç                                                                                    |                                     |
| 2017 | Turkey Youth Awards             | Mejor canción                          | Bulutlara Esir Olduk | Nominado |                                     |
| 2018 | Turkey Youth Awards             | Mejor canción                          | Küsme Aska           | Nominado |                                     |
| 2018 | Turkey Youth Awards             | Mejor cantante masculino               |                      | Nominado |                                     |
| 2018 | Pantene Golden Butterfly Awards | Mejor cantante masculino de música pop | Nominado             | Junto a Buray, Can Bonomo, Ido Tatlises, Ilyas Yalçintas, Kenan Dogulu, Koray Avci, Mabel Matiz y Murat Boz |                                     |
| 2018 | Premios Palma de Oro            | Mejor actor de cine                    | Yol Arkadasim        | Nominado |                                     |
| 2018 | Premios Palma de Oro            | Dúo del año                            |                      | Nominado | Junto a Murat Dalkiliç              |
| 2019 | Premios Palma de Oro            | Mejor actor de cine                    | Yol Arkadasim 2      | Nominado |                                     |
| 2019 | Premios Palma de Oro            | Mejor artista masculino de música pop  |                      | Ganador |                                     |
| 2019 | Pantene Golden Butterfly Awards | Mejor cantante masculino               | Nominado             | |                                     |
| 2019 | PowerTürk Music Awards          | Mejor cantante masculino               | Nominado             | |                                     |
| 2019 | Turkey Youth Awards             | Mejor cantante masculino               | Nominado             | |                                     |
| 2020 | Premios Palma de Oro            | Canción nominada del año               | Sukut-u Hayal        | Nominado |                                     |
| 2021 | Ayakli Gazete TV Stars Awards   | Mejor cantante masculino               |                      | Nominado |                                     |
| 2021 | PowerTürk Music Awards          | Mejor video musical                    | Ganador              | Junto con Mali Ergin                                                                                        |                                     |
| 2021 | Pantene Golden Butterfly Awards | Mejor cantante masculino               | Nominado             | |                                     |
| 2022 | Pantene Golden Butterfly Awards | Mejor cantante masculino               | Nominado             | |                                     |
| 2022 | Turkey Youth Awards             | Mejor cantante masculino               | Ganador              | |                                     |